# 더 레이트 레이트 쇼 (미국의 텔레비전 프로그램)
《더 레이트 레이트 쇼》(The Late Late Show)는 CBS에서 1995년부터 2023년까지 방송된 텔레비전 토크 쇼이다. 톰 스나이더, 크레이그 킬본, 크레이그 퍼거슨이 진행하였으며, 마지막 진행자는 제임스 코든이었다.